# Arteria ulnaris

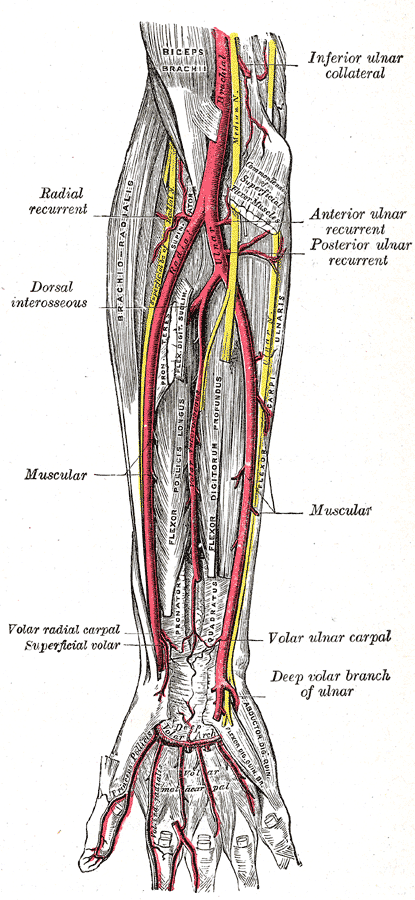
Arteria radialis
(links im Bild),
Arteria ulnaris
(rechts im Bild)

Die Arteria ulnaris (Ellenarterie) ist eine der zwei Hauptarterien, die den Unterarm mit Blut versorgen. Sie ist nach dem gleichnamigen Unterarmknochen Ulna (Elle) benannt, deren Richtung sie folgt, wobei sie auf der Vorderseite des Unterarms unter dem Musculus flexor carpi ulnaris liegt. Sie bildet so zusammen mit der Vena ulnaris und dem Nervus ulnaris die ulnare Gefäßnervenstraße. Schließlich bildet sie den oberflächlichen Hohlhandbogen.
Von der Arteria ulnaris gehen unterhalb der Ellenbeuge die zum Rete articulare cubiti (Gefäßnetz um die Ellenbeuge) zurückziehende Arteria recurrens ulnaris und etwas weiter unten die Arteria interossea communis ab.
Mit dem Allen-Test können Gefäßveränderungen der Arteria ulnaris und daraus resultierende Durchblutungsstörungen nachgewiesen werden.